# Cane pariah
Il cane pariah o cane del villaggio (in inglese Pye dog o Indian Native Dog o Indian Pariah Dog o più modernamente INDog) è, in ecologia, un cane con abitudini di vita randagie/selvatiche che occupa la nicchia ecologica di spazzino di un insediamento umano. Essi sono tipici del subcontinente indiano, ma si possono trovare anche nella penisola balcanica e nei Paesi meno sviluppati.
"Pariah" è una parola di lingua tamil che significa "fuori-casta" che i britannici adoperarono per chiamare i cani randagi solitamente viventi ai margini dei villaggi in India.
Il primo a chiamarlo così: yellow pariah dog fu Rudyard Kipling ne Il libro della giungla.
Molti Kennel Club ora, per riferirsi a cani di tipo pariah, preferiscono usare la parola cane primitivo, riferendosi al fatto che questi cani assomigliano molto ai primi cani domestici.
La Primitive and Aboriginal Dogs Society rinomina i cani Pariah come INDog e li classifica come sottogruppo dei cani aborigeni e primitivi.

## Storia

### Definizione del villaggio
Secondo Matthew E. Gompper dell'University of Missouri, USA una possibile definizione del cane pariah o cani del villaggio è questa:
«un sottoinsieme di cani da villaggio liberi di muoversi, tipici del subcontinente indiano, che rappresentano un morfotipo di cane antico o primitivo. 
Le cui origini morfologiche, geografiche ed evolutive per la loro classificazione non sono state a oggi ben definite e necessitano di ulteriori studi».
L'India possiede ampie popolazioni di questi cani del villaggio, popolazioni che hanno grandi dimensioni e che hanno un vasto assortimento di razze autoctone.
Secondo ricerche archeologiche i cani Pariah sembrano risalire ad almeno 4 500 anni fa.
In India i cani Pariah sono conosciuti come Nedi Kukur, Deshi Kukur, Deshiya Naayi, Deshi Kutra, Theruvu Naai, Deshi Kutta, Theru Naai, Deshi Kukura, Veedhi Kukka, Deshi Kutro. In Bangladesh, sono conosciuti come Nedi kukur e Deshi kukur. Oppure anche vengono più modernamente chiamati INDog.
La definizione del termine "villaggio" è molto vaga infatti un villaggio può includere da solo poche centinaia di case a decine di migliaia, quindi la categoria del cane del villaggio o Pariah è piuttosto difficile da definire. In generale, questi cani hanno in comune il fatto che non sono confinati, ma sono strettamente associati alle abitazioni umane. Un ulteriore elemento da considerare è che i cani che vivono nei villaggi più grandi, dipendono interamente dall'uomo e dei suo cibo (rifiuti e no) e raramente lasciano il villaggio (MacDonald e Carr, 1995). Mentre nei piccoli villaggi vi è per questi cani l'opportunità di interagire con la fauna selvatica o la possibilità che aumenti l'interazione con la stessa.
Da questa definizione sono escluse due categorie di cani:
- cani dingo, che sono indipendenti da sussidi o interazioni con l'uomo, presenti soprattutto in Australia; limitati dalla persecuzione umana;
- cani da lavoro, che sono appositamente allevati e addestrati per interagire con la fauna selvatica; utilizzati nella caccia di animali selvatici o nella protezione degli ungulati domestici (pecore, bovini, ecc.) dagli animali selvatici.

### Epoca passata

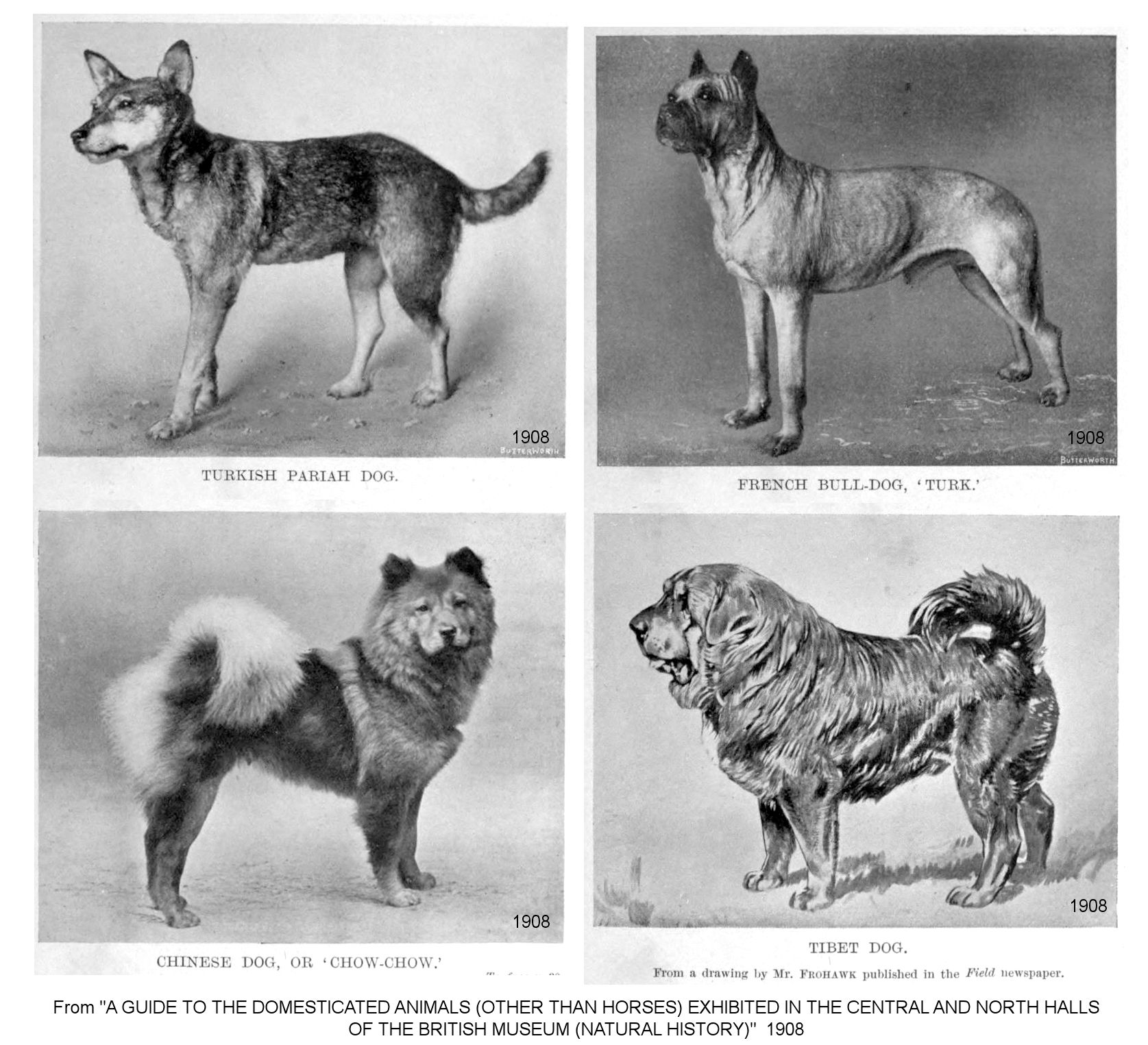
Storica immagine di cane pariah (primo a sinistra)

Resti archeologici della antica Cina o resti degli scavi di Pompei hanno mostrato resti fossili del tutto simili agli odierni INDog.
In India cani di tipo pariah vivevano negli insediamenti umani già 4 500 anni fa e forse anche prima, per altro prove di eventi di interruzione della continuità riproduttiva di questi cani indiani non sono note; pertanto gli attuali INDog sono la discendenza di quegli antichi cani.
I reperti zoologici di Mohenjo-daro, includono un interessante teschio di cane del tutto simile ai moderni teschi dei cani pariah o INDog.
Inoltre, sembrerebbe del tutto probabile che i cani di Anau e di Mohenjo-Daro, da un lato, e il cane dingo dell'Australia e il pariah indiano dall'altro, posseggano un'ascendenza comune.

### Epoca moderna
Vi sono stati nelle società postcoloniali nel tempo esempi di tentativi di trasformazione dei cani pariah locali in razze legittimate meritevoli di una promozione e di uno status nazionale. 
Tra esse vanno incluse il cane Basenji del Congo, lo Xoloitzcuintle o cane senza peli messicano e il cane senza pelo ecuadoriano, il Thai ridgeback thailandese, Il dingo australiano, il cane Rajapalayam e il segugio Mudhol in India, il cane Tugou in Cina, il cane Phu Quoc Ridgeback in Vietnam e gli Africanis del Sudafrica dopo la fine dell'apartheid nel 1994.
Recenti ricerche scientifiche, utilizzando la tipizzazione microsatellite, l'analisi filogenetica e metodi di raggruppamento genetico per differenziare diverse razze canine, suggeriscono che le razze moderne con la relazione genetica più vicina ai lupi e ai primi cani pariah includendo le razze provenienti dall'Africa, il Medio Oriente, Artico e Asia, come le razze autoctone "giapponesi".
Nei paesi industrializzati del mondo molti cani vivono come compagni degli umani creando una separazione netta tra i cani "di proprietà" e i randagi, con l'accezione per questo termine che viene considerato come una sorta di anomalia. Al contrario in molte regioni del mondo specie in Africa e in regioni povere dell'Asia la situazione è più complessa e certamente mista.
In generale si individuano quattro tipologie di relazioni cane-uomo:
1. Cani selvatici non dipendenti e non soggetti a restrizioni sono: i dingo e il New Guinea singing dog, tipici dell'Sud-est asiatico e dell'Australasia.
2. Parzialmente dipendenti e non limitati sono: i cani di villaggio o pariah (Africanis e simili asiatici).
3. Completamente dipendenti e parzialmente limitati sono: i cani randagi.
4. Completamente dipendente e completamente limitato sono: i cani di famiglia e cani da lavoro.

## Caratteristiche
I cani randagi o cani pariah, Canis lupus familiaris, sono parte integrante dell'ambiente umano in India e in molti altri paesi; essi conducono una vita da spazzino, dipendendo dagli eccessi umani per la loro sopravvivenza, e raramente cacciano. Essi sono generalmente animali pigri e amichevoli e le loro rare interazioni con gli umani sono tipicamente sottomesse; non rappresentano una minaccia per il benessere umano, e una corretta gestione dei nostri rifiuti e un atteggiamento tollerante, se non amichevole nei confronti dei cani, possono garantire la loro pacifica convivenza con le popolazioni umane.
I cani pariah possono vivere in branco, in coppia o condurre un'esistenza solitaria.
Si riproducono una sola volta all'anno tra agosto e gennaio.
I pariah, in cinologia, sono un gruppo a sé stante che non va identificato, come spesso erroneamente si fa, con i "cani randagi".
Secondo ricerche i cani Pariah indiani sono i progenitori di altre razze indiane come il cane Rajapalayam, il Kombai, il cane Kanni e il cane Chippiparai.
È stato riscontrato che tutti i cani Pariah dell'India e dell'Asia sud-orientale, delle isole del Pacifico e dell'Australia hanno più somiglianze tra loro che i moderni cani domestici. Infatti i cani pariah mostrano sorprendenti uniformità in tutti i continenti. Sono cani di piccola e media taglia a pelo corto con costruzione proporzionata rettangolare e per lo più marrone chiaro o marrone chiaro e bianco. 
Questo suggerisce che i cani pariah hanno subito una naturale selezione convergente che si è tradotta nel comune risultato di avere organismi resistenti e con scarse esigenze nutrizionali e biologiche; realizzando un gruppo di soggetti che si sono ottimamente adattati alla nicchia ecologica occupata. La nicchia occupata è quella che è ai margini delle società e degli agglomerati umani. La nicchia ecologica di questi cani entra in concorrenza con altri canidi selvatici tipo sciacalli, tassi e gatti mentre non interferiscono con i carnivori più grandi come pantere e tigri.
Nei grossi agglomerati urbani di solito sono abituali frequentatori delle discariche dove trovano molto cibo sia pure di scarsa qualità, ciò fa sì che siano stati selezionati per essere relativamente più piccoli e meno forti rispetto ai lupi. Inoltre rispetto a questi non cacciano in branco e non hanno un solo estro. I cuccioli non vengono allattati dopo le 8-10 settimane. Le cure parentali sono molto scarse e nel branco la competizione è alta tra i vari membri.
Le relazioni con gli esseri umani e i cani pariah sono frequenti sin da cuccioli. Talvolta vengono adottati per scopi di guardia delle abitazioni.
A causa dell'ibridazione con i cani rinselvatichiti e con i randagi, le linee di sangue dei pariah stanno però scomparendo. Per questo motivo, la cinologia internazionale ha cominciato a catalogare e classificare le linee di sangue pariah "pure".

## Aspetti sanitari

Mappa mondiale della rabbia nel 2012

La mortalità neonatale dei cuccioli di cani da villaggio è molto alta, fino al 73% in una ricerca fatta su cani boliviani. Questa mortalità è dovuta a cause zoonotiche dovute a micro e macroparassiti. Diversamente, dopo l'anno di età la mortalità in questi cani è dovuta più a cause traumatiche dovute all'uomo, sia dirette (uccisioni) sia indirette (incidenti). Rispetto ai cani wild o completamente selvatici (dingo o simili), la presenza e la vicinanza dell'uomo nei confronti di queste popolazioni di cani del villaggio offre una maggiore protezione sia alimentare sia ambientale favorendo lo sviluppo di queste popolazioni.
Il loro alto numero in vicinanza degli insediamenti umani e i relativi contatti con la specie umana possono essere fonte di problemi di trasmissione di malattie dall'uomo alla flora selvatica con cui i cani pariah si relazionano e viceversa dalla fauna selvatica all'uomo (zoonosi). Rappresentando un importante serbatorio di trasmissione di malattie, di cui la rabbia è la più temuta.
Essendo una razza evoluta naturalmente, hanno pochissimi problemi di salute e prosperano con una manutenzione minima in climi adatti. La pelle ha bisogno di pochissima cura e i cani stessi sono relativamente puliti e hanno naturalmente poco odore corporeo. Le malattie genetiche come la displasia dell'anca sono estremamente rare, poiché non c'è consanguineità e i geni dominanti che aiutano la loro sopravvivenza sono naturalmente selezionati nel tempo. La maggior parte delle loro morti si verifica a causa di incidenti sulle strade e sui binari ferroviari, per non aver mangiato o bevuto acqua inquinata, tumori nel corpo, essere morsi dai serpenti o danneggiati dagli esseri umani.
I cani pariah o INDog hanno un'alta aspettativa di vita, non sono affetti da malattie genetiche perché la forte pressione evolutiva li ha selezionati in tal senso, al contrario delle razze di cani moderne.

## Aspetti demografici
Si stima che nel mondo ci siano circa 1 miliardo di cani, ma solo il 20% circa di questi vive in relazione con l'uomo in modo dipendente e limitato (Vedi Cat. 4). Ciò comporta che circa 800 milioni di cani nel mondo sono cani pariah.
Sembra, inoltre, che i cani ibridi o randagi di tutto il mondo mostrino una convergenza evolutiva che li fa assomigliare ai cani Pariah indiani; infatti, essi vivono nello stesso tipo di ambiente, o in nicchie ecologiche proprie dei cani pariah e sulla spinta delle stesse pressioni ambientali, si sono evoluti sviluppando, per selezione naturale, determinate strutture o adattamenti che li portano ad assomigliarsi moltissimo. Vedi la raccolta di immagini di cani randagi e ibridi di tutto il mondo.

Cani randagi e ibridi nel mondo
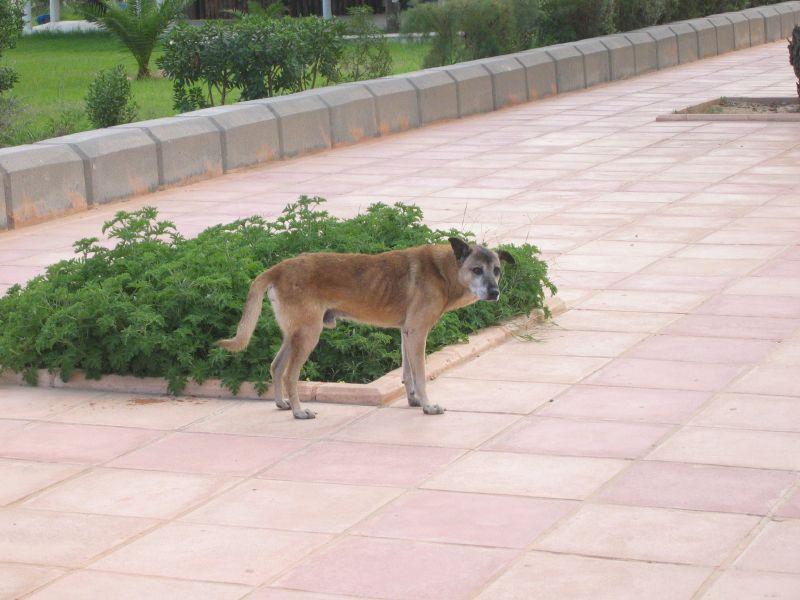
Algeria
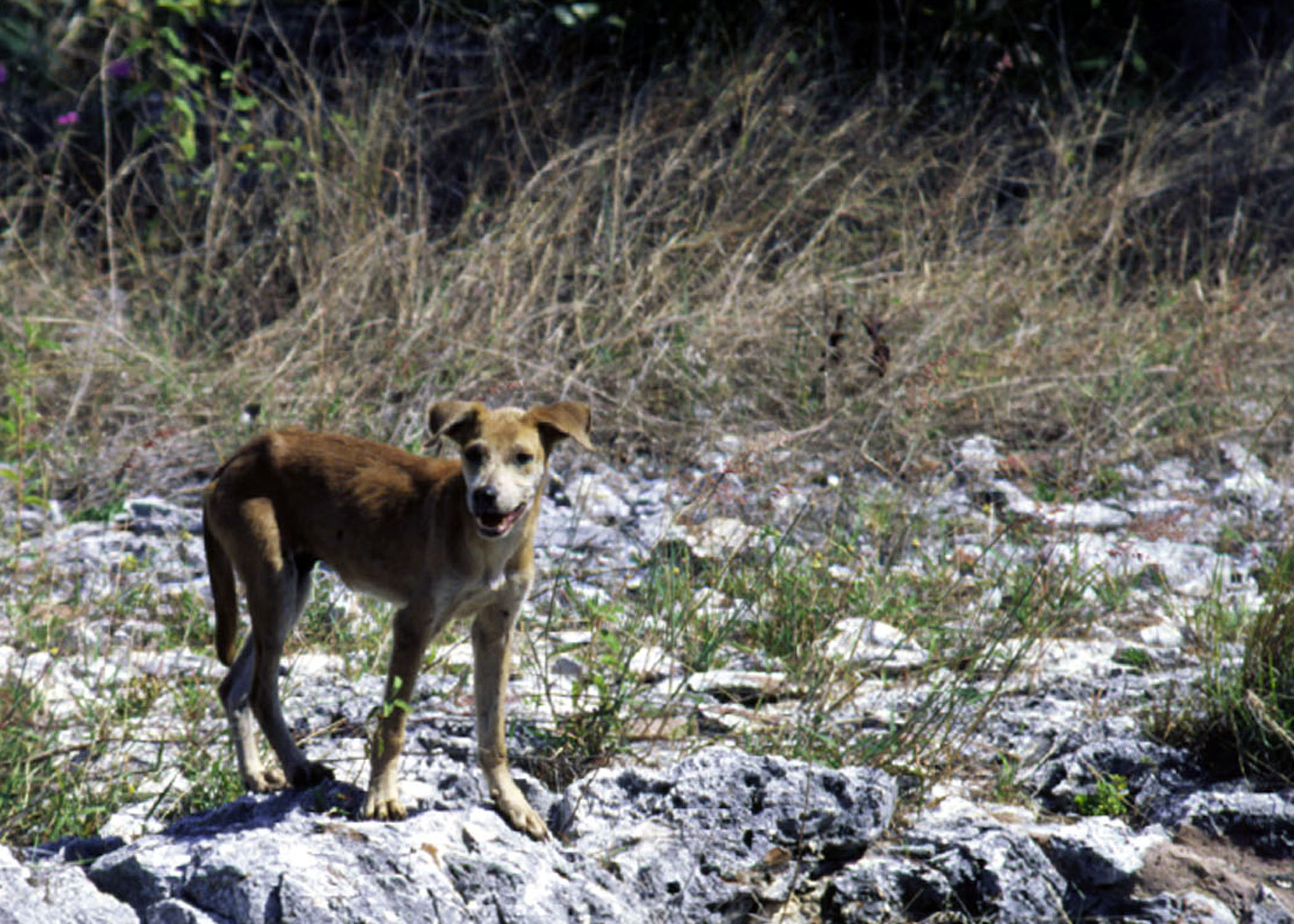
Amerika Syarikat
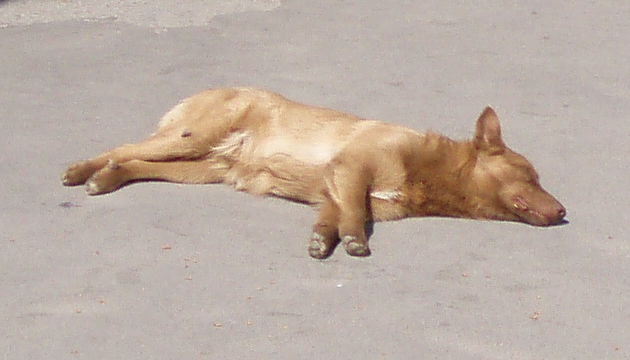
Atene
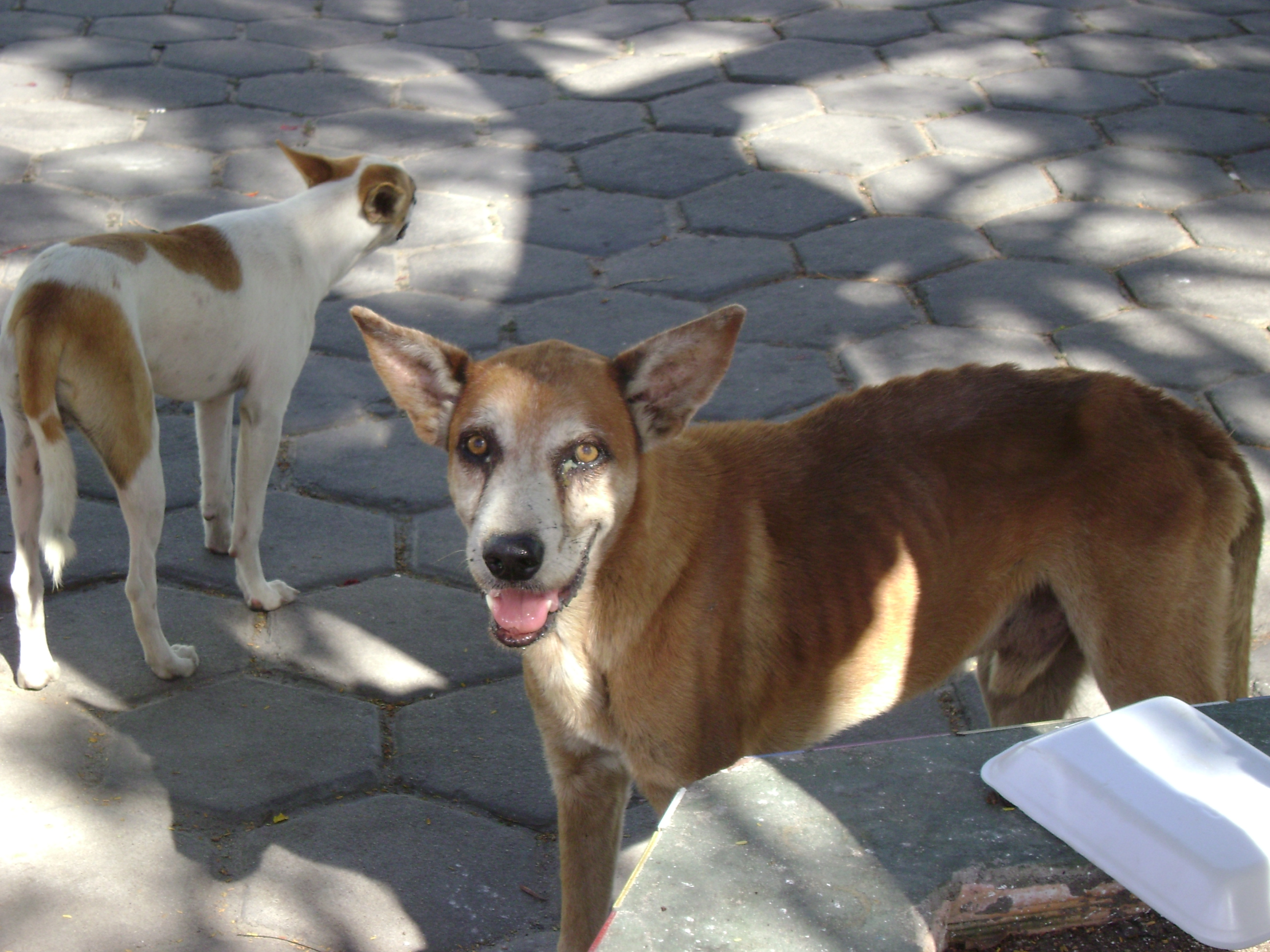
Brasile
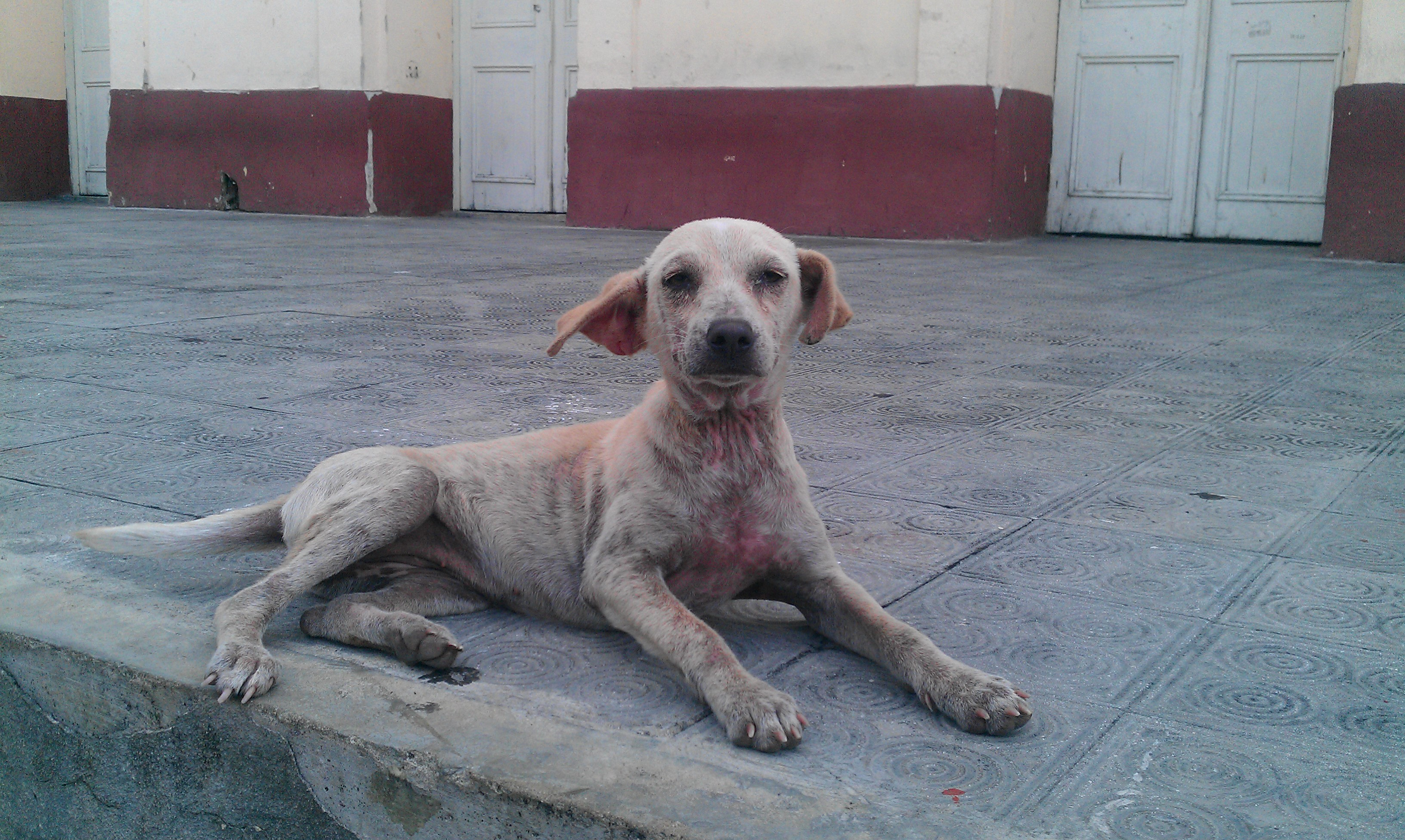
Cuba
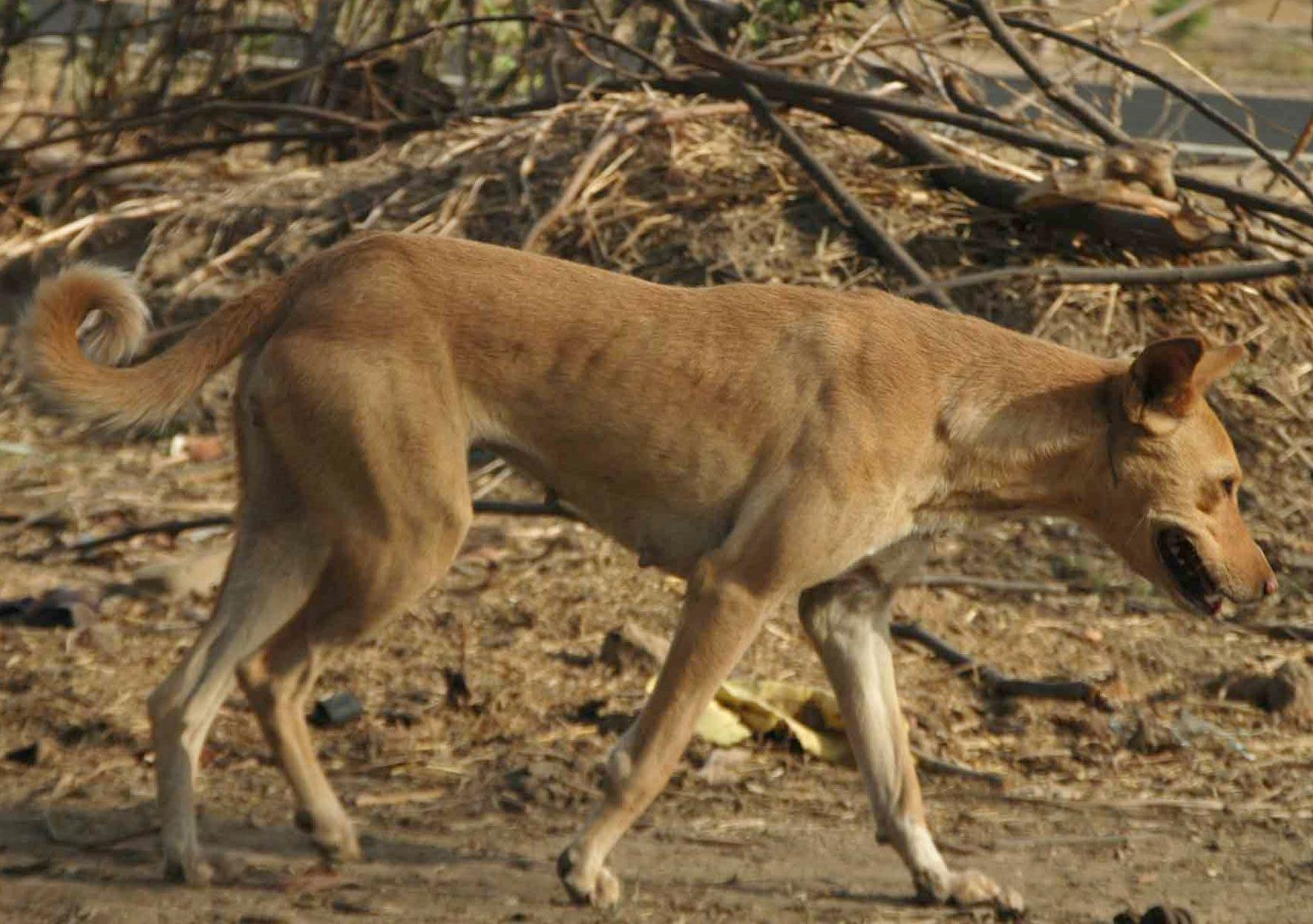
India
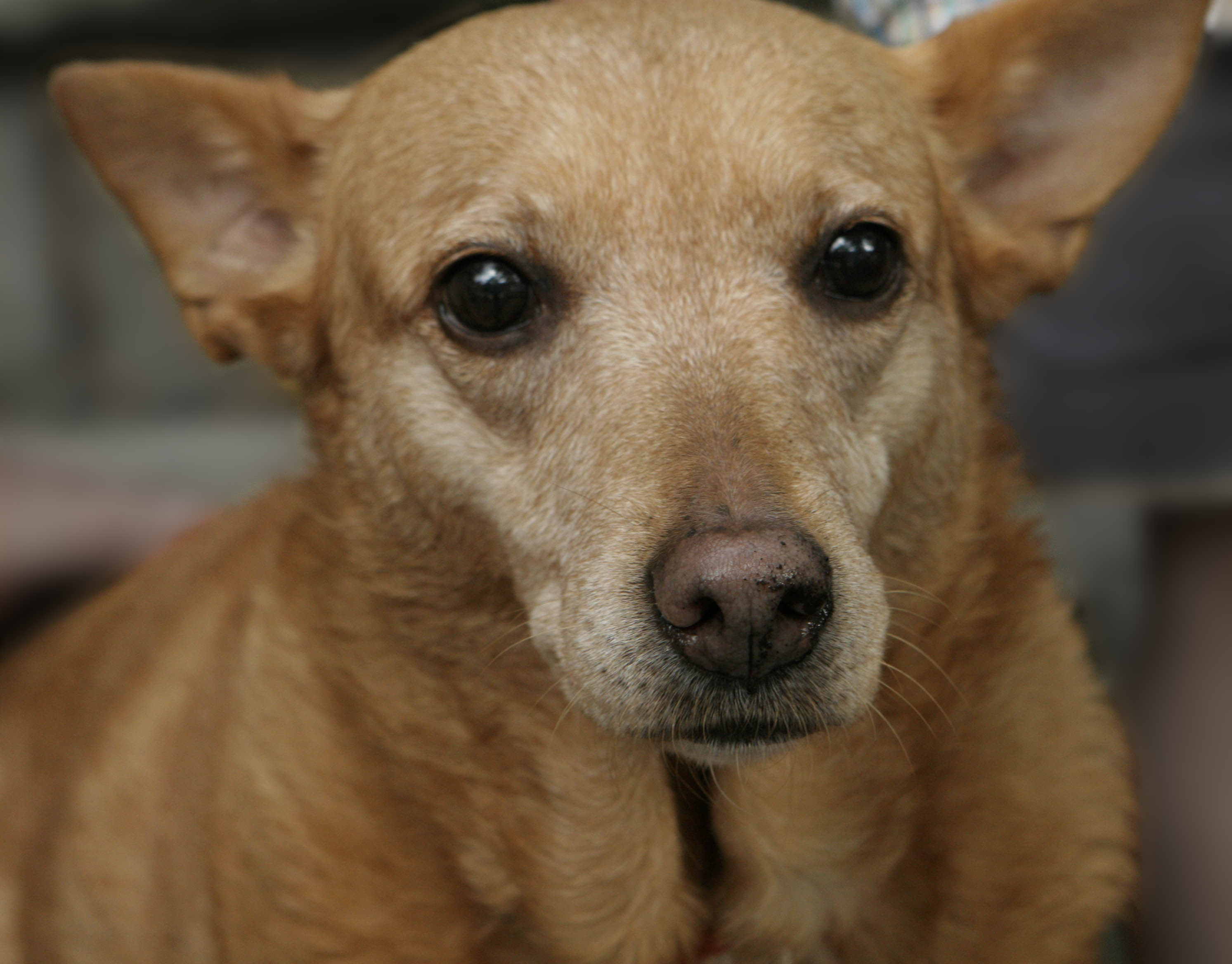
Canada
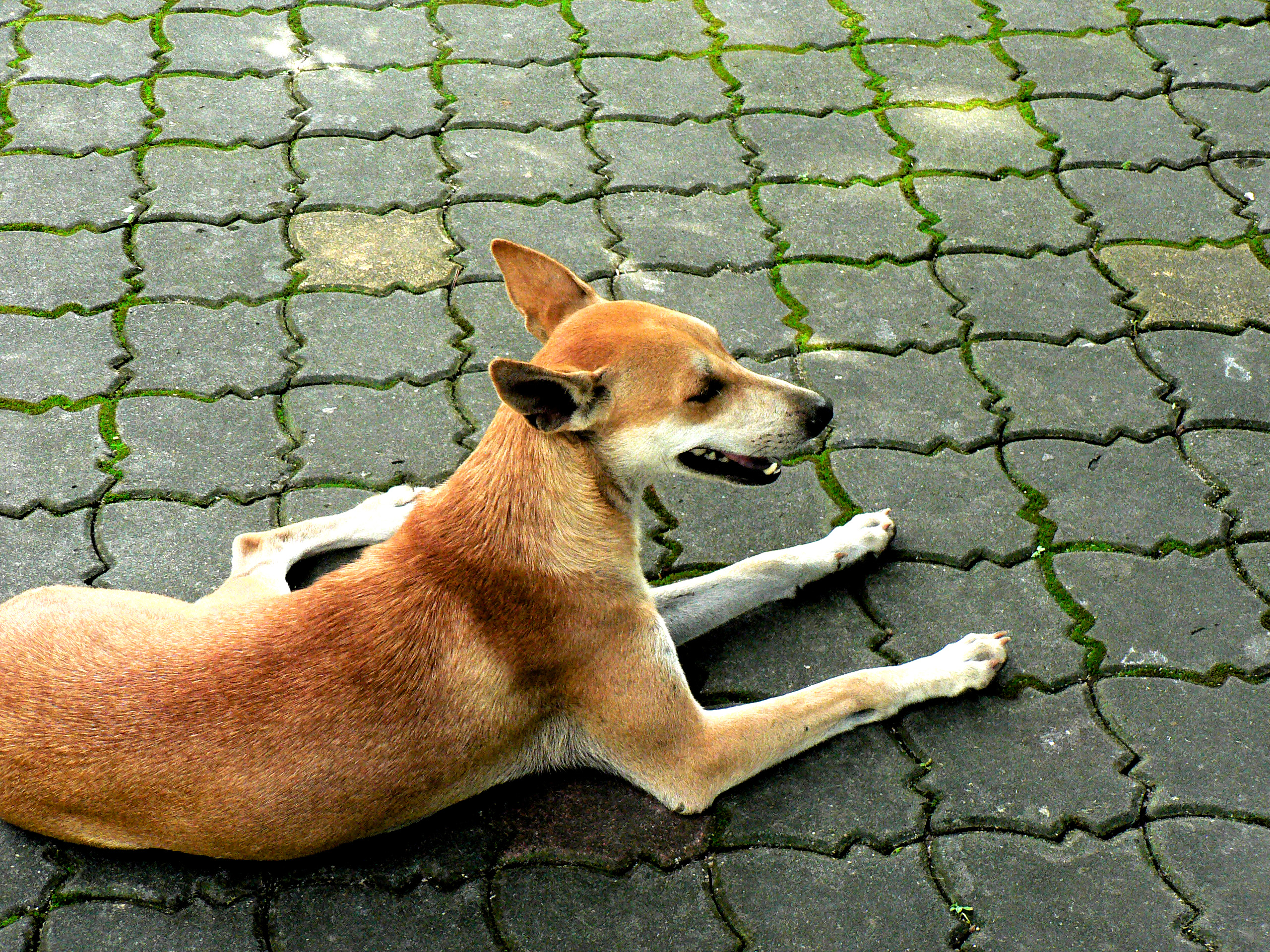
Malaysia
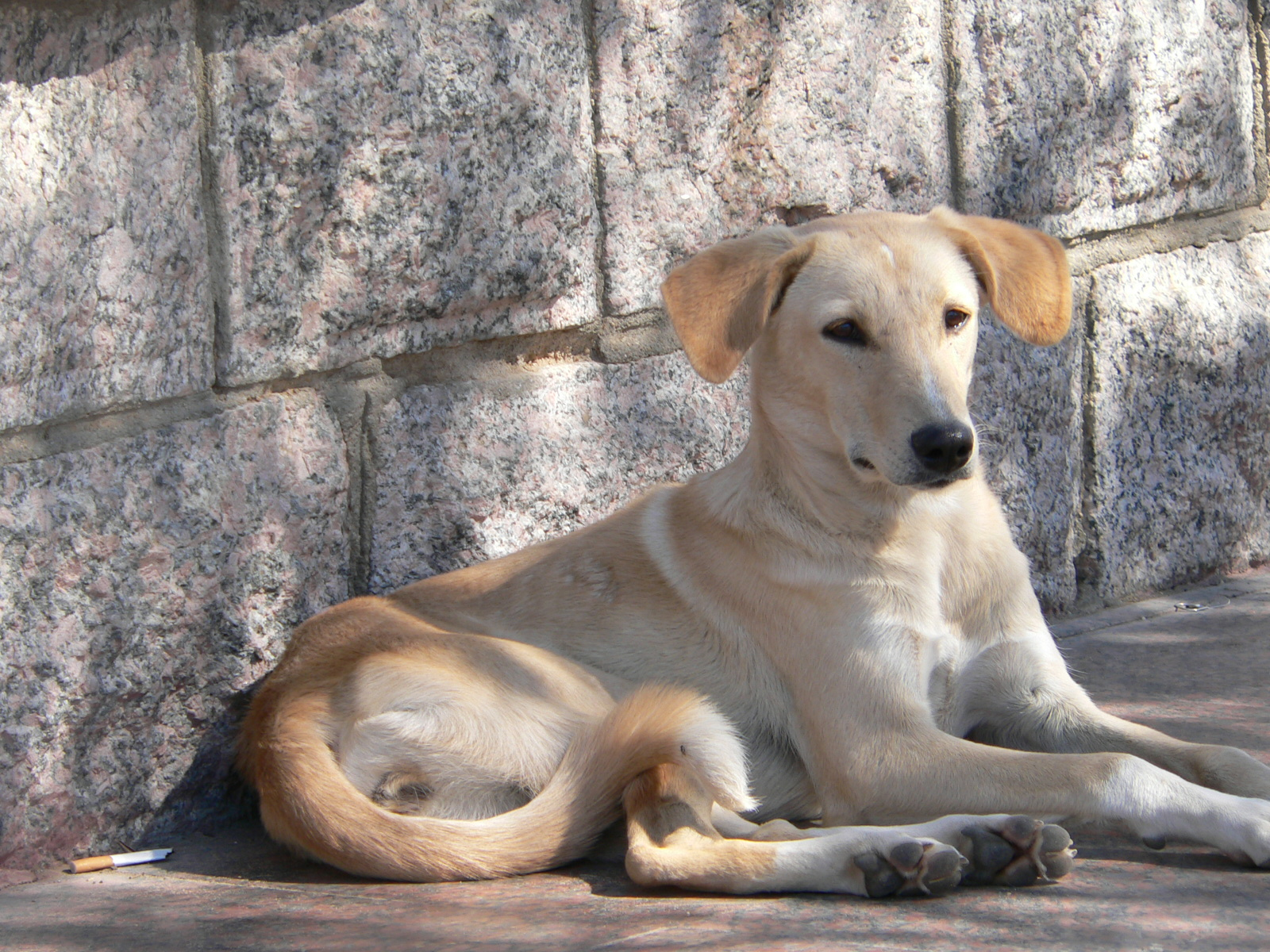
Messico
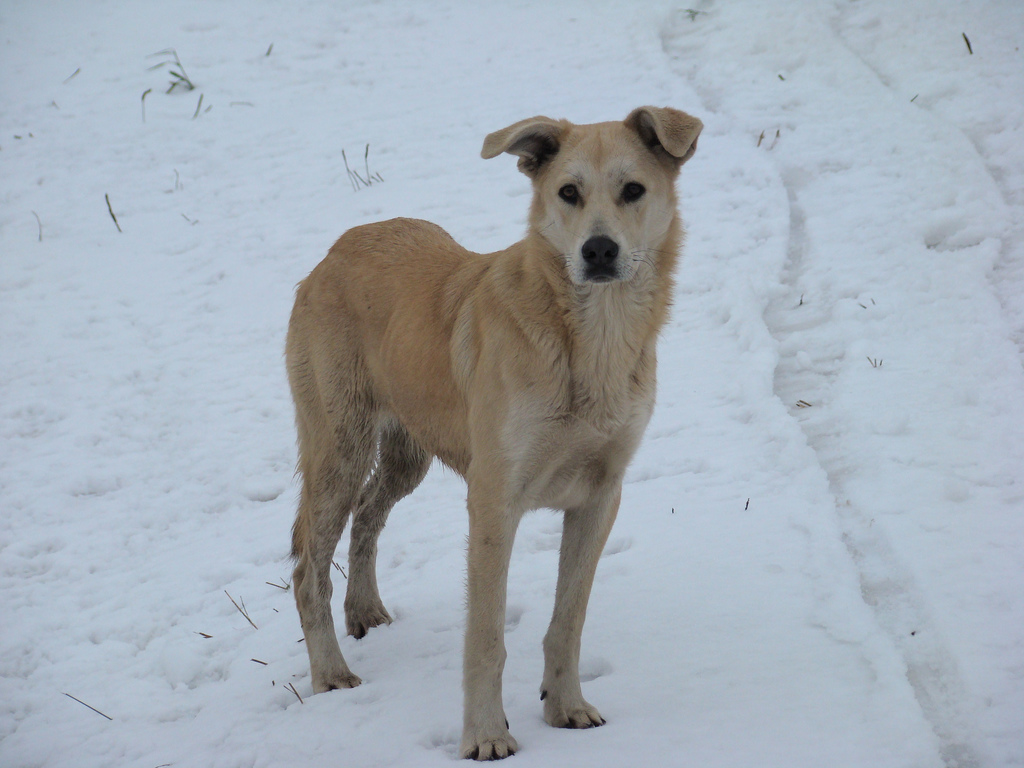
Mosca
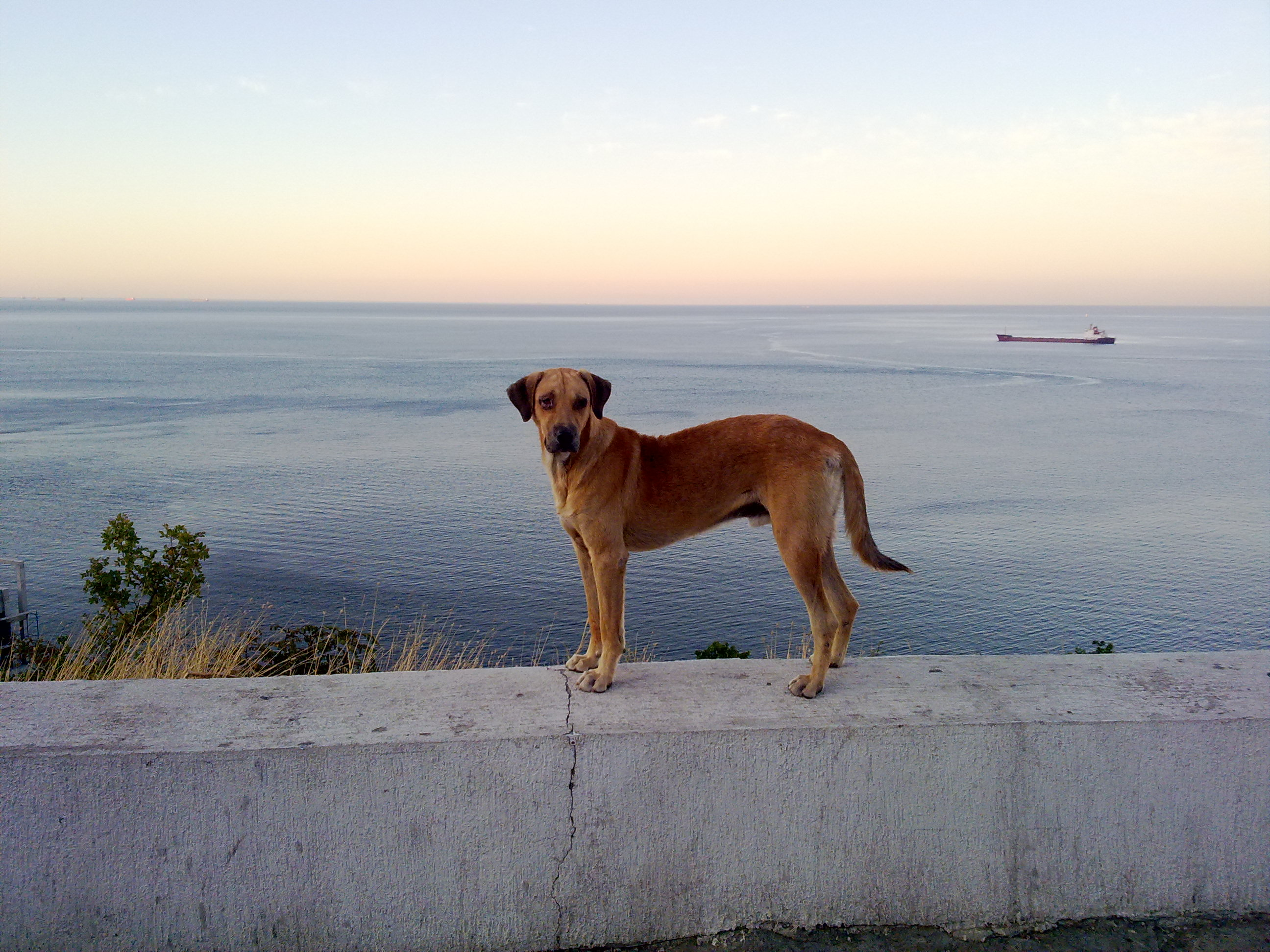
Novorossiysk
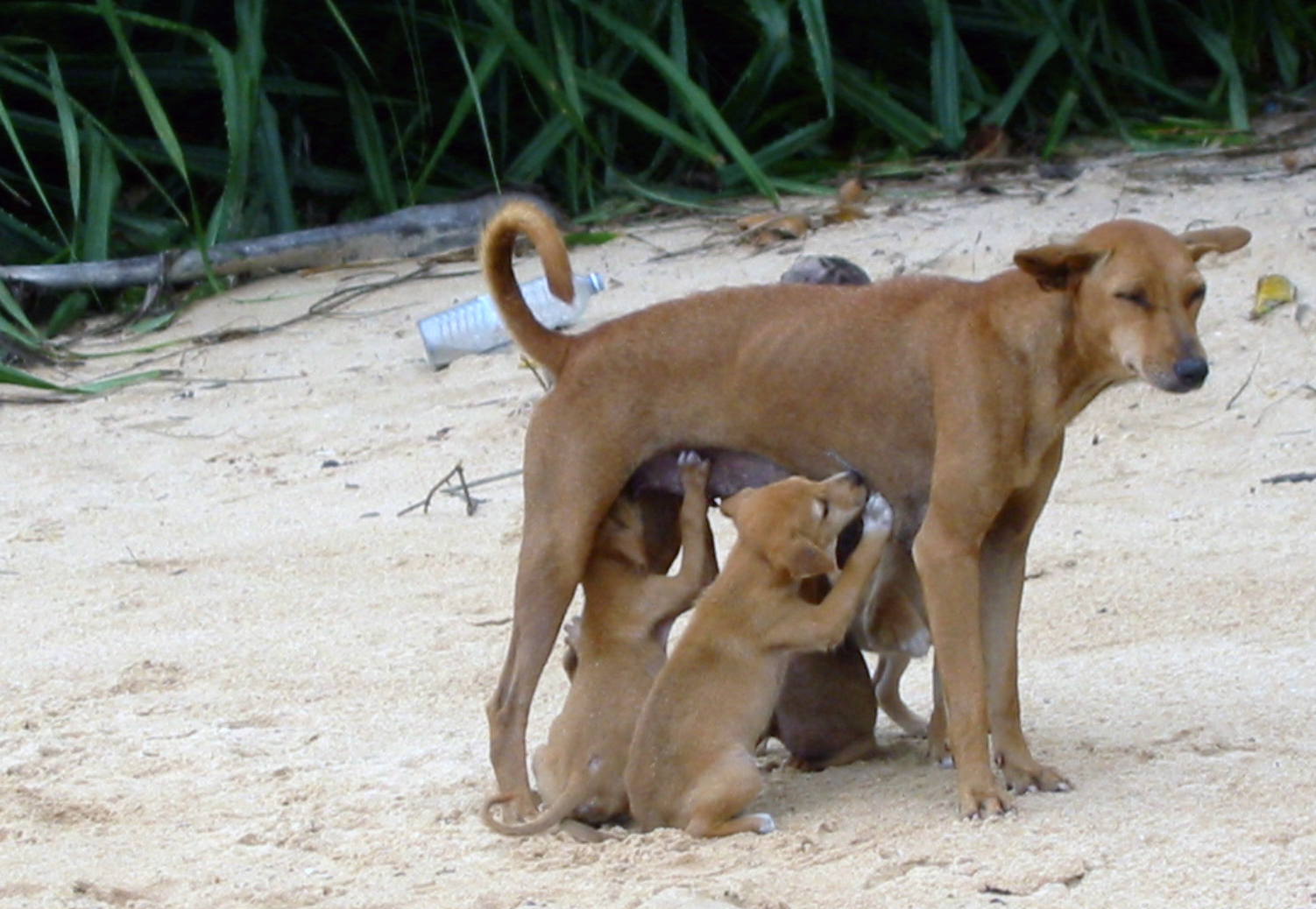
Sri Lanka
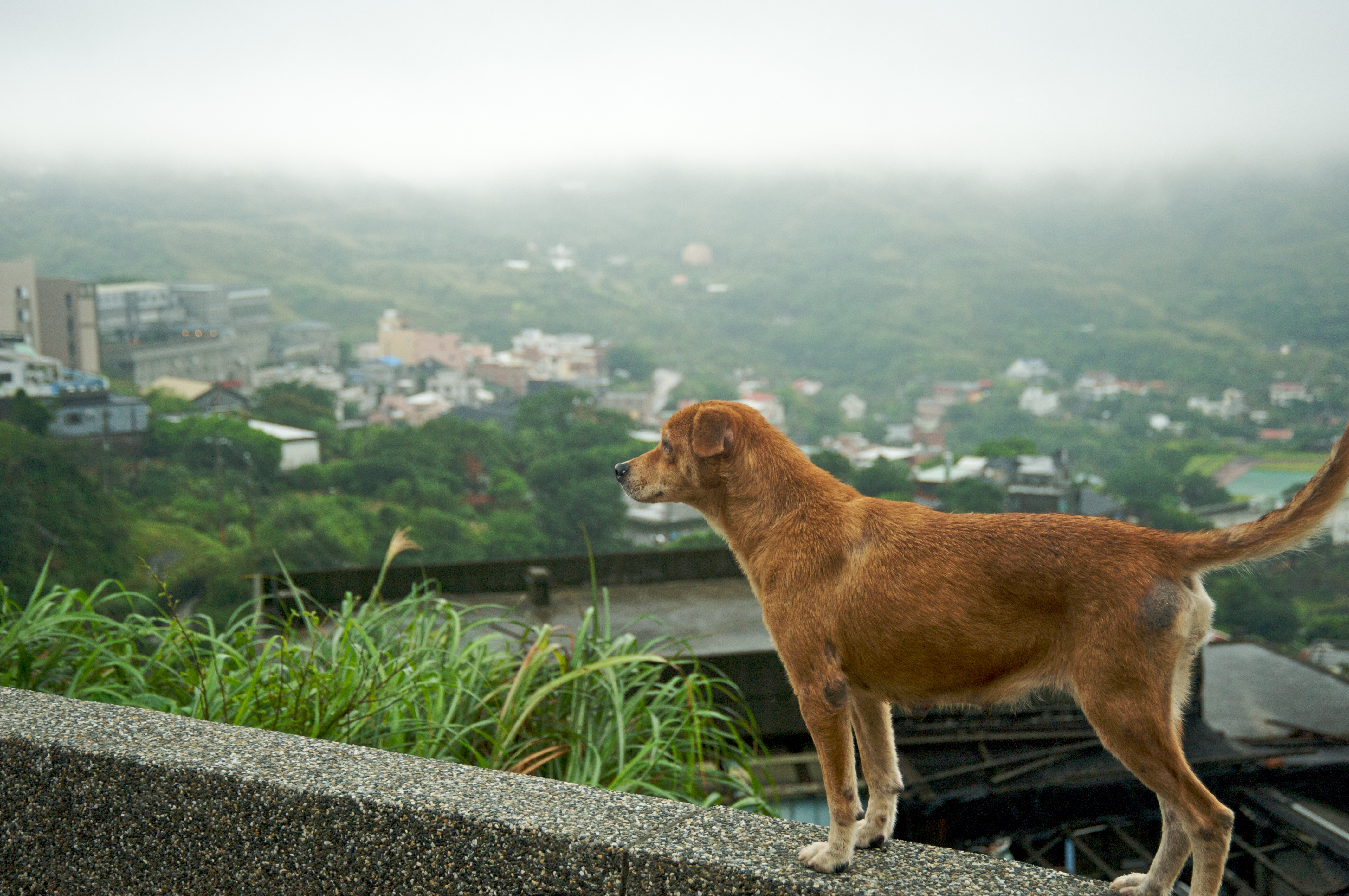
Taiwan
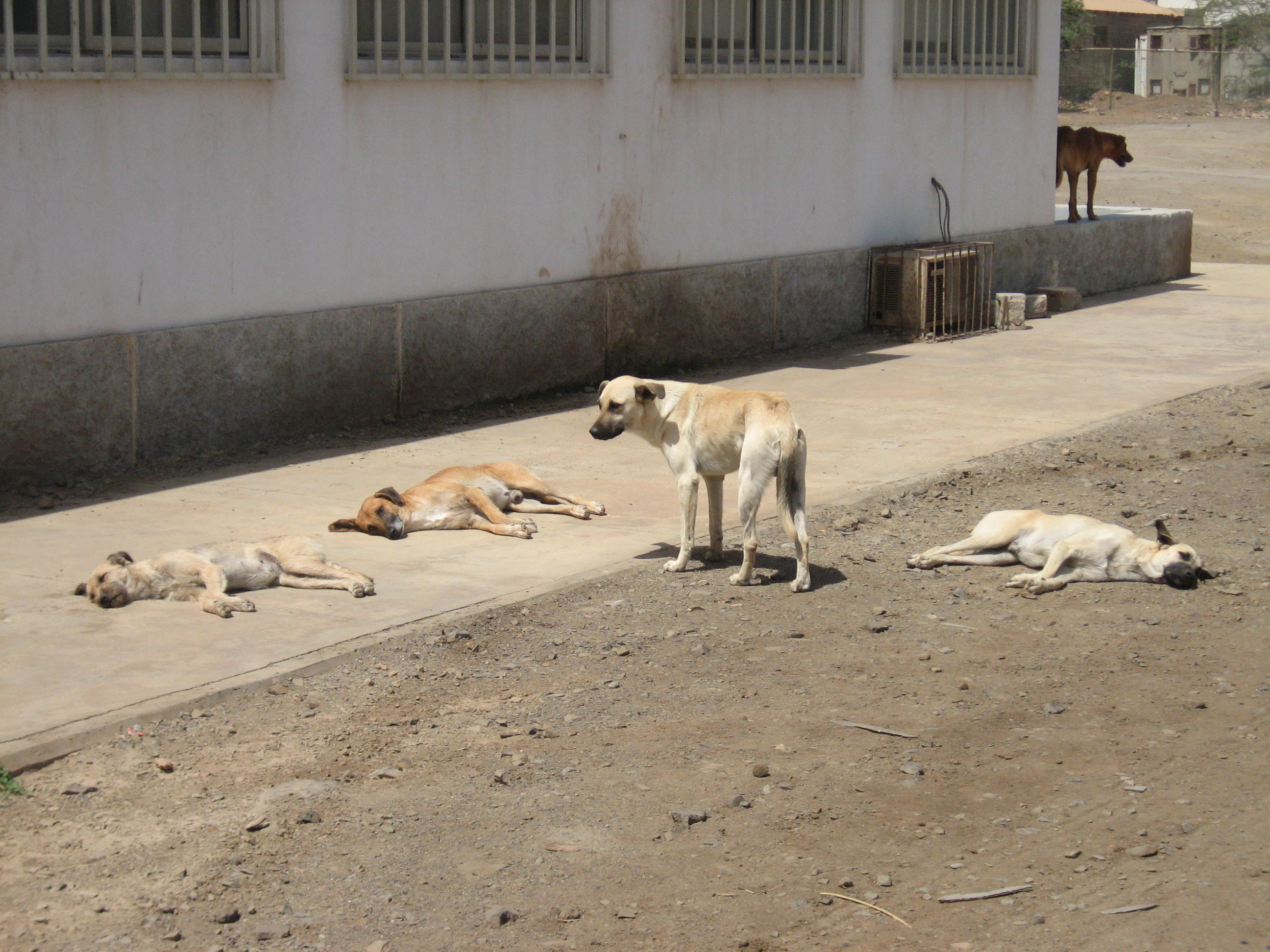
Tanjung Verde
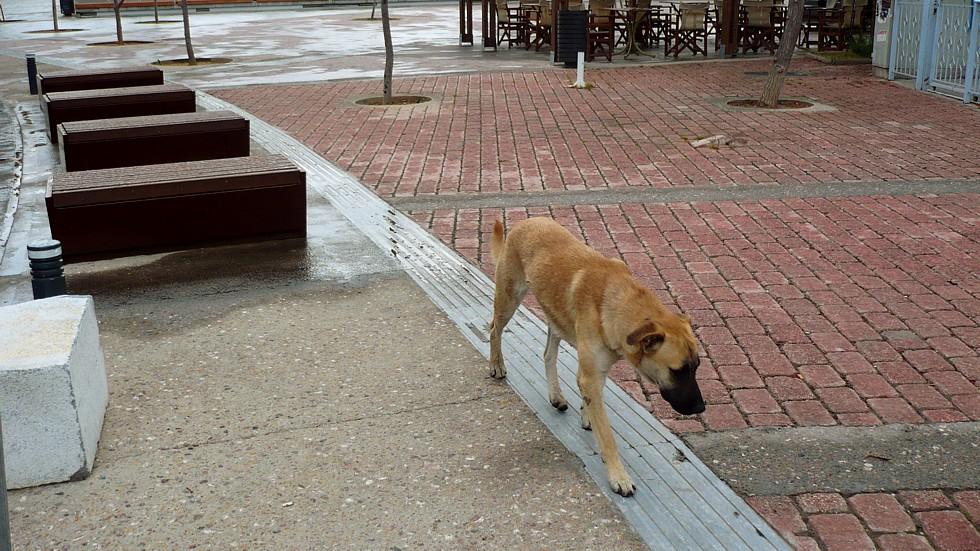
Vrilissia

Razze legate ai cani pariah
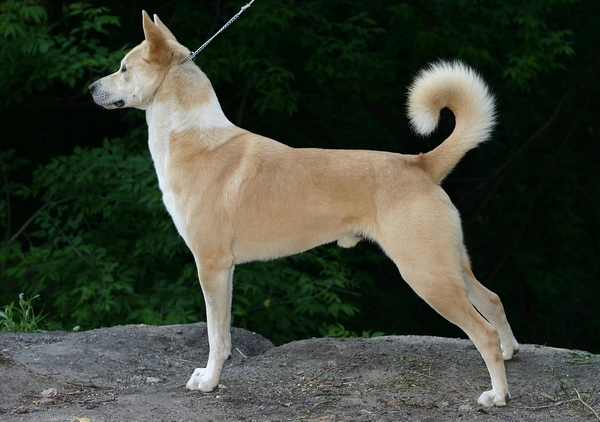
Canaan dog
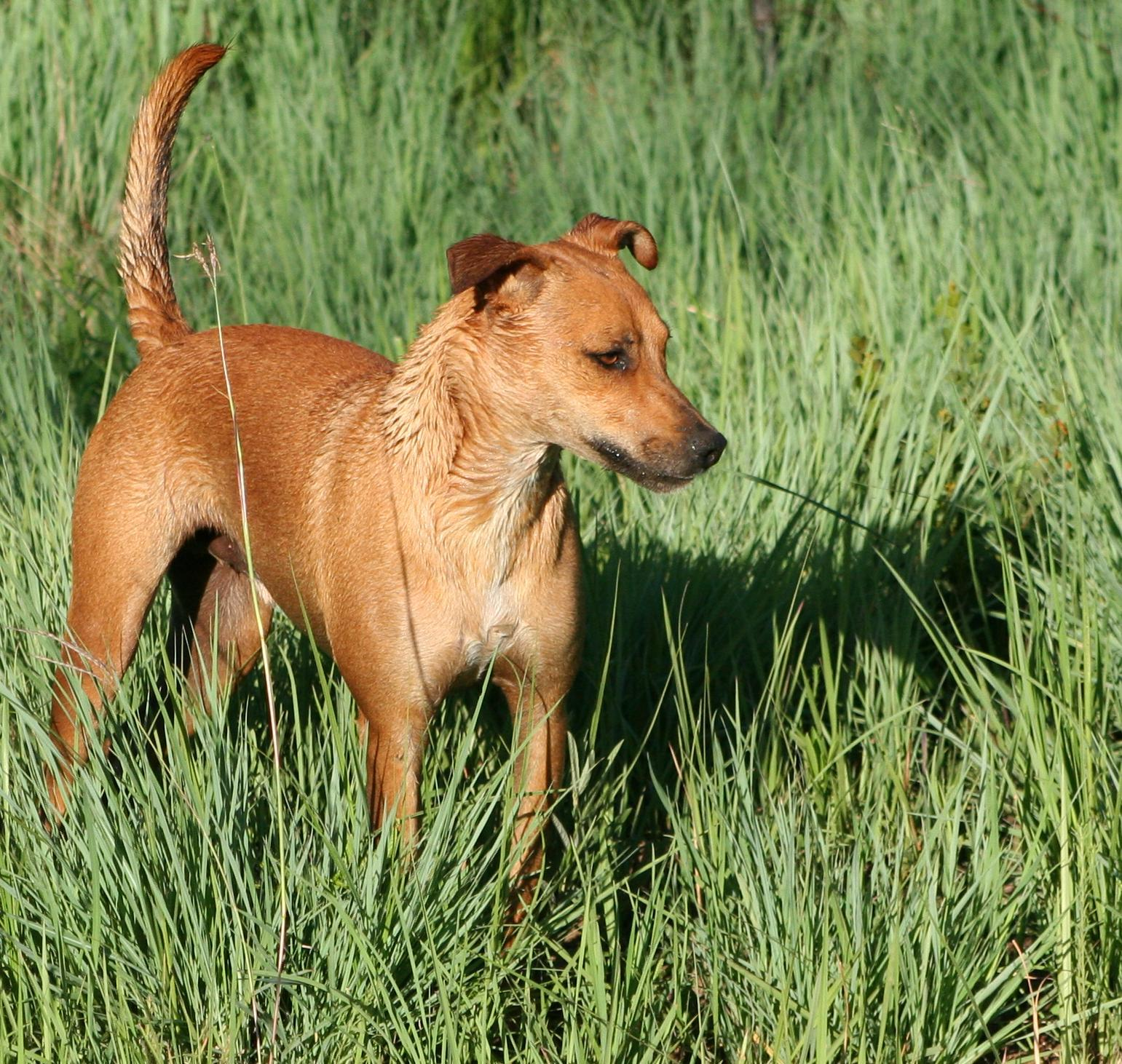
Africanis
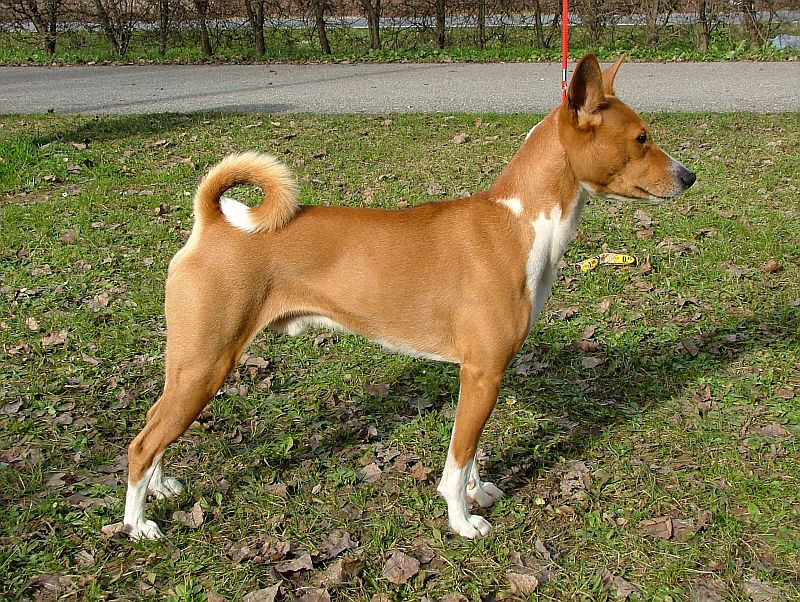
Basenji
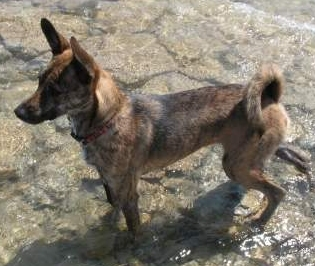
Taiwan Dog

## Elenco cani aborigeni e primitivi
La Primitive and Aboriginal Dogs Society PADS ha ufficialmente cambiato il nome da cane pariah a INDog; essa ci dà un elenco completo dei cani di tipo primitivo, tra cui gli INDog indiani:

### Libri
- Ádám Miklósi, The dog: a natural history, Princeton, NJ, Princeton University Press, 2018, ISBN 978-0-691-17693-2, OCLC 1004934340.
- Bradley Smith (a cura di), The Dingo Debate: Origins, Behaviour and Conservation, Melbourne, Australia, Csiro Publishing, 2015, ISBN 978-1-4863-0030-3.
- Brehm AE (1896), Life of animals, Chicago, A.N. Marquins & Co.
- James Serpell, From Paragon to Pariah: Some Reflections on Human Attitudes towards Dogs, in The Domestic Dog: Its Evolution, Behaviour, and Interactions with People, ed. James Serpell, Cambridge: Cambridge University Press, 1995, pp. 245–256.
- Peter Morrison, Indian Pariah Dog Activities (Tricks, Games & Agility), Global Pet Care International 2017
- Ryan H. Boyko e Adam R. Boyko, Free-Ranging Dogs and Wildlife Conservation. Edited by Matthew E. Gompper; 2014, Cap. 8
- Sian Hall, Dogs of Africa, Loveland, Colo, Alpine Blue Ribbon Books, 2003, ISBN 1-57779-039-1, OCLC 49859996.

### Riviste
- Laura M. Shannon, Ryan H. Boyko, Marta Castelhano, Elizabeth Corey, Jessica J. Hayward, Corin McLean, Michelle E. White, Mounir Abi Said, Baddley A. Anita, Nono Ikombe Bondjengo, Jorge Calero, Ana Galov, Marius Hedimbi, Bulu Imam, Rajashree Khalap, Douglas Lally, Andrew Masta, Kyle C. Oliveira, Lucía Pérez, Julia Randall, Nguyen Minh Tam, Francisco J. Trujillo-Cornejo, Carlos Valeriano, Nathan B. Sutter, Rory J. Todhunter, Carlos D. Bustamante e Adam R. Boyko, Genetic structure in village dogs reveals a Central Asian domestication origin, in Proceedings of the National Academy of Sciences, vol. 112, n. 44, 2015,  pp. 13639-13644, DOI:10.1073/pnas.1516215112, ISSN 0027-8424 (WC · ACNP).
- BM Vonholdt, JP Pollinger, KE Lohmueller, E Han, HG Parker, P Quignon, JD Degenhardt, AR Boyko, DA Earl, A Auton, A Reynolds, K Bryc, A Brisbin, JC Knowles, DS Mosher, TC Spady, A Elkahloun, E Geffen, M Pilot, W Jedrzejewski, C Greco, E Randi, D Bannasch, A Wilton, J Shearman, M Musiani, M Cargill, PG Jones, Z Qian, W Huang, ZL Ding, YP Zhang, CD Bustamante, EA Ostrander, J Novembre e RK Wayne, Genome-wide SNP and haplotype analyses reveal a rich history underlying dog domestication, in Nature, vol. 464, n. 7290, 8 aprile 2010,  pp. 898-902, DOI:10.1038/nature08837, ISSN 0028-0836 (WC · ACNP), PMC 3494089224957, PMID 20237475.
- Marjorie Daley, The Ultimate Guide to Wild Canines, Primitive Dogs, and Pariah Dogs: An Owner's Guide Book for Wolfdogs, Coydogs, and Other Hereditarily Wild Dog Breeds, LP Media Inc, 17 agosto 2019,  p. 24, GGKEY:2ERZQRCFXW0.
- Guillaume de Lavigne, Free Ranging Dogs - Stray, Feral or Wild?[collegamento interrotto], Lulu.com, 19 marzo 2015,  p. 91, ISBN 978-1-326-21952-9.
- Charles Hamilton Smith, The natural history of dogs, including also the genera hyaena and proteles: Vol. 1, with memoir of Pallas, vol. 2, with memoir of F. d'Azara, 1856,  p. 184.
- Ádám Miklósi e Tamás Faragó, The Dog: A Natural History, Princeton University Press, 3 aprile 2018, ISBN 978-0-691-17693-2.
- Michael W. Fox, The Whistling Hunters: Field Studies of the Asiatic Wild Dog (Cuon Alpinus), SUNY Press, 1º gennaio 1984,  p. 122, ISBN 978-0-87395-842-4.
- Dawn N Irion, Alison L Schaffer, Sherry Grant, Alan N Wilton e Niels C Pedersen, Genetic variation analysis of the Bali street dog using microsatellites, in BMC Genetics, vol. 6, n. 1, Springer Science and Business Media LLC, 2005,  p. 6, DOI:10.1186/1471-2156-6-6, ISSN 1471-2156 (WC · ACNP).
- (CS) Rudolf Menzel, Pariahunde, Hohenwarsleben, Westarp-Wiss.-Verl.-Ges, 2005, ISBN 978-3-89432-697-5, OCLC 76735878.